# あやかしランブル!
『あやかしランブル！』はDMM GAMES（後のEXNOA）より配信されたブラウザゲームおよびスマートフォン用ゲームアプリ。2019年10月17日にブラウザ版、同年11月5日にスマートフォン版を順次サービス開始。基本プレイ無料（アイテム課金制）。略称は『あやらぶ』。
ヒトの美少女の姿をした妖怪を題材としたロールプレイングゲーム。陰陽師が活躍する時代を舞台としており新米陰陽師を主人公としている。

## 登場キャラクター
主人公
本作の主人公。陰陽寮に着任した新米陰陽師。
イズナ
補佐役。
アスカ
式神。
ナギ
謎の少女。